# Radenín
Radenín település Csehországban, a Tábori járásban. Radenín Krtov, Chrbonín, Dlouhá Lhota, Turovec, Dolní Hořice, Chýnov, Nová Ves u Chýnova és Křeč településekkel határos. Lakosainak száma 516 fő (2024. január 1.).

## Népesség
A település lakosságának változását az alábbi diagram mutatja:
| Lakosok száma | 2122 | 1989 | 1522 | 1048 | 687  | 440  | 507  | 497  | 502  | 516  |
|               | 1869 | 1890 | 1921 | 1950 | 1980 | 2001 | 2017 | 2019 | 2022 | 2024 |